# الساندرو براردی
الساندرو براردی (انگلیسی: Alessandro Berardi؛ زادهٔ ۱۶ ژانویهٔ ۱۹۹۱) بازیکن فوتبال اهل ایتالیا است.
از باشگاه‌هایی که در آن بازی کرده‌است می‌توان به باشگاه فوتبال هلاس ورونا و باشگاه ورزشی لاتزیو اشاره کرد.